# ゴーイト
ゴーイト（伊: Goito）は、イタリア共和国ロンバルディア州マントヴァ県にある、人口約10,000人の基礎自治体（コムーネ）。

## 地理

### 位置・広がり

#### 隣接コムーネ
隣接するコムーネは以下の通り。
- カヴリアーナ
- チェレザーラ
- グイディッツォーロ
- マルミローロ
- ポルト・マントヴァーノ
- ローディゴ
- ヴォルタ・マントヴァーナ

### 気候分類・地震分類
気候分類では、zona E, 2388 GGに分類される。
また、イタリアの地震リスク階級 (it) では、zona 3 (sismicità bassa) に分類される。

## 行政

### 分離集落
ゴーイトには、以下の分離集落（フラツィオーネ）がある。
- Calliera, Cerlongo, Maglio, Massimbona, Marsiletti, Sacca, Solarolo, Torre, Vasto

## 姉妹都市
- Baienfurt、ドイツ 2005年